# Polonia ai XVI Giochi olimpici invernali
La Polonia partecipò ai XVI Giochi olimpici invernali, svoltisi ad Albertville, Francia, dall'8 al 23 febbraio 1992, con una delegazione di 53 atleti impegnati in nove discipline.